# Emilio Albertario
Emilio Albertario (Filighera, 30 maggio 1885 – Roma, 28 novembre 1948) è stato un giurista e storico italiano.

## Biografia
Laureatosi in giurisprudenza nel 1907 all'Università di Pavia, presso la quale fu allievo di Pietro Bonfante, nel 1912 fu nominato professore di diritto romano presso la facoltà di giurisprudenza dell'Università degli Studi di Camerino, e successivamente in quelle di Perugia, Messina, Parma, Torino, alla Cattolica di Milano e, infine, all'Università di Roma dove fu chiamato nel 1931 e dove insegnò fino alla sua prematura scomparsa. Fu anche professore alla Pontificia Università Lateranense.
Fece parte di alcune delle commissioni ministeriali che redassero il codice civile del 1942, in particolare della commissione nominata dal guardasigilli Dino Grandi nel  1938 con l'incarico di elaborare l'attuale libro IV "delle obbligazioni".

## Saggi
- 1933 — Persone e famiglia
- 1935 — Introduzione storica allo studio del diritto romano-giustinianeo
- 1936 — Obbligazioni
- 1937 — Storia, metodologia, esegesi (link)
- 1941 — Cose, diritti reali e possesso
- 1945 — Le obbligazioni con particolare riguardo alle obbligazioni generiche e indivisibili
- 1946 — Eredità e processo
- 1953 — Saggi critici e studi vari